# Kagu
Kagu (Rhynochetos jubatus) er en solrikse, der lever på Ny Kaledonien. Den er en mellemstor, næsten helt gråhvid fugl med iøjnefaldende rødorange næb og ben samt en elegant fjerkrone, som den rejser, når den er ophidset eller vil imponere. Kagu er enestående, da den er den eneste nulevende art i sin familie, Rhynochetidae, og den findes ikke naturligt uden for Ny Kaledonien.

## Udseende og adfærd
Kagu er omkring 55 cm lang og vejer mellem 700 og 1.100 gram. Den har en karakteristisk askegul fjerdragt, en lang, elegant fjerkrone, og lyse orange-røde ben og næb. Fuglen er næsten helt flyveudygtig på grund af reducerede flyvemuskler og korte vinger, men den kan glide korte afstande. Kagu er dagaktiv og lever primært på jorden, hvor den søger efter føde såsom orme, snegle, insekter og små krybdyr. Den udstøder et karakteristisk, gøende kald, der ofte høres om morgenen, og som kan høres op til 2 km væk.

## Udbredelse og levested
Kagu er endemisk for øen Grande-Terre i Ny Kaledonien og foretrækker tætte, fugtige bjergskove. Den findes også i lavere, tørre skove og til tider i mere åbne områder. Fuglen er territorial og lever normalt alene eller i par.

## Trusler og bevaringsstatus
Kagu er klassificeret som truet (EN - Endangered) på IUCN’s Rødliste. Trusler mod arten inkluderer tab af levesteder på grund af skovrydning og indførte rovdyr som hunde, katte og vilde svin, som kan tage både voksne fugle og deres æg. Bevaringsindsatser siden 1980’erne, herunder oprettelsen af beskyttede områder som Parc Provincial de la Rivière Bleue (de) og avlsprogrammer i fangenskab, har bidraget til en stigning i populationen. I 2024 blev det anslået, at der var over 1.000 individer i Rivière Bleue-parken alene.